# Суперкубок Туркменістану з футболу 2016
Суперкубок Туркменістану з футболу 2016  — 11-й розіграш турніру. Матч відбувся 28 лютого 2016 року між чемпіоном і володарем кубка Туркменістану клубом Алтин Асир та фіналістом кубка Туркменістану клубом Шагадам.
| Володар Суперкубка Туркменістану 2016 |
| ------------------------------------- |
|                                       |
| Алтин Асир Другий титул               |

## Матч

### Деталі
| 28 лютого 2016 |

| Алтин Асир      | 2:1 | Шагадам     |
| --------------- | --- | ----------- |
| Ягшиєв 68', 92' |     | Мухадов 79' |

| Ашгабат, Ашгабат |